# Жоффруа из Больё
Жоффруа́ из Больё, или Готфрид из Больё (фр. Geoffroy de Beaulieu, лат. Galfredus Beaglerius или Gaufridus de Belloloco; ум. около 1274 или 1275) — французский хронист, агиограф и проповедник, монах-доминиканец, первый биограф короля Людовика IX Святого.

## Биография
Биографических сведений немного. Происходил, по-видимому, из рыцарской семьи графства Эврё в Нормандии, и в юности вступил в Орден проповедников, возможно, в монастыре этого ордена в Шартре. В течение последних двадцати лет жизни короля Людовика IX являлся его духовником, пользуясь его безграничным доверием, за что был назначен им главой духовенства в его крестовых походах в Египет и Тунис. 
Находился при смертном одре Людовика IX, скончавшегося 25 августа 1270 года в Тунисе от чумы или цинги, и соборовал его. «И в воскресенье перед его смертью, — сообщает агиограф короля Гийом де Сен-Патю, — брат Жоффруа де Болье принес ему тело Иисуса Христа; и войдя в покой, где лежал умирающий король, стал на колени подле его кровати на землю, и тот вздохнул и сказал тихим голосом: "О Иерусалим, о Иерусалим!" И в понедельник, на следующий день святого Варфоломея, благословенный король воздел сложенные руки к небу и сказал: "Боже, будь милосерден к этому народу и приведи его на родину, чтобы не попал он в руки врагам и не принуждали его отречься от твоего святого имени." И некоторое время спустя благословенный король произнес по-латыни: "Отец, вверяю тебе свою душу!" И больше он ничего не говорил, и накануне вечерни преставился на следующий день праздника благословенного апостола святого Варфоломея, в год милостью Божьей 1270, в час, когда сын господа Иисус Христос умер на кресте за жизнь всего мира, да будет ему честь и хвала во веки веков».
4 марта 1272 года папа Григорий X, уже в те годы мечтавший о канонизации безвременно ушедшего короля, поручил Жоффруа в своём письме составить биографию покойного, недвусмысленно указывая: «Воспоминание о блестящих заслугах знаменитого короля Франции Людовика, чья жизнь должна служить образцом для всех христианских государей, переполняет нас таким утешением ныне, когда он пребывает в небесных чертогах, что мы больше восхищаемся и поражаемся им, нежели при его жизни. Но того, что мы знаем о его достоинствах и послушании воле Господа, слишком мало, чтобы утолить наше стремление знать больше: а посему мы вас просим вспомнить в деталях все, что вы знали о его деяниях, его набожности, образе жизни. Постарайтесь изложить просимое правдиво, ничего не преувеличивая. Как только вы составите этот рассказ, пришлите его нам тайно и верным путем, и под своей печатью». 
Сочинение доминиканца, получившее заглавие «Жизнь и благочестивые наставления блаженной памяти Людовика IX, короля Франции» (лат. Vita et sancta conversatio piae memoriae Ludovici IX regis Francorum), или «Жизнь Святого Людовика» (фр. La Vie de saint Louis), было закончено им не позже 1274 или 1275 года, когда автор, по-видимому, скончался.

## Сочинение
Труд Жоффруа составлен был в соответствии с агиографической практикой эпохи, то есть умело сочетал в себе историческую последовательность и развернутое описание добродетелей святейшего короля, которого автор сравнивал с ветхозаветным царём Иосией, строя своё хвалебное сочинение на похвале в адрес последнего, произнесённой в Библии. Людовик IX также сравнивался в нём с праотцом Авраамом, с тем, чтобы поставить его над патриархом; изображался жертвой и мучеником. Ценность представляют собой тщательно записанные Жоффруа наставления Людовика Святого сыну Филиппу Смелому и дочери Изабелле, его духовное завещание детям, составленное, возможно, ещё до отправления в злосчастный тунисский поход. В биографии Жоффруа содержится их краткий латинский вариант, значительно отличающийся от развёрнутой версии Гийома де Сен-Патю, составленной по случаю канонизации короля в 1282 году и дошедшей до нас лишь во французском переводе.
Не меньший интерес для исследователей представляет записанное Жоффруа светское завещание Людовика, в котором он оставлял своей жене Маргарите 4 000 ливров, а монахам-францисканцам Парижа, цистерцианцам Руаймона и доминиканцам Компьеня — свою богатую библиотеку, историю которой передаёт нам хронист. «Король, — сообщает он, — будучи за морем, слышал, как рассказывали о великом султане сарацин, что он приказал тщательно разыскивать, переписывать и сохранять в своем дворце все труды, кои могли быть полезны философам его религии, дабы они могли прибегать к ним всякий раз, когда в том возникнет необходимость. Рассудив, что сыновья тьмы воистину более предусмотрительны, чем сыны света, и первые более привержены своим заблуждениям, чем вторые – христианской истине, благочестивый король принял решение, что, когда вернется во Францию, велит за свои счет переписать все книги, относящиеся к Святому Писанию, полезные и подлинные, какие только смогут найти в библиотеках различных аббатств, с тем чтобы он сам и его клирики и монахи могли учиться по ним к их пущей выгоде и для обучения ближнего. По возвращении он воплотил свой замысел и велел выделить под книги надежное и удобное место в сокровищнице его капеллы в Париже. Он прилежно собрал там самое великое число, какое мог найти, произведений, составленных во времена Святого Августина, Святого Иеронима и Святого Григория, а также книги других отцов Церкви; и когда у него было время, он сам изучал их с огромным удовольствием и охотно одалживал другим, чтобы их обучать. Он предпочитал, чтобы делали копии с этих работ, чем покупать уже существующие копии, и говорил, что число этих книг и польза от них только растут».
Сочинение Жоффруа из Больё было дополнено Гийомом из Шартра (фр. Guillaume de Chartres), написавшего между 1275 и 1282 годами «De vita et actibus inclytae recordationis regis Francorum Ludovici et de miraculis», которое, кроме биографии, включало список 17 посмертных чудес короля. Им пользовался в качестве источника для своих «Деяний Людовика» Гийом де Нанжи, а также папа Бонифаций VIII для своей проповеди, произнесённой в день канонизации святого короля в воскресенье 11 августа 1297 года.
Манускрипт труда Жоффруа три с половиной века хранился в библиотеке монастыря в Эврё, прежде чем в 1617 году был опубликован вместе с сочинениями Гийома Шартрского и Жана из Жуанвиля историком Клодом Менаром. В 1666 году «Жизнь Людовика IX» переиздана была в Париже королевским историографом Франсуа Дюшеном в V томе «Историков Франции» (лат. Historiae Francorum scriptores). Научная публикация её подготовлена была в 1840 году историком-архивистом Пьером Дону и филологом-классиком Жозефом Ноде для 20 тома «Собрания историков Галлии и Франции» (фр. Recueil des historiens des Gaules et de la France), а в 1844-м отрывки из неё включены были историком-медиевистом Алексисом Поленом Парисом в сборник подготовленных им к печати мемуаров о Людовике Святом.